# Tom Cora

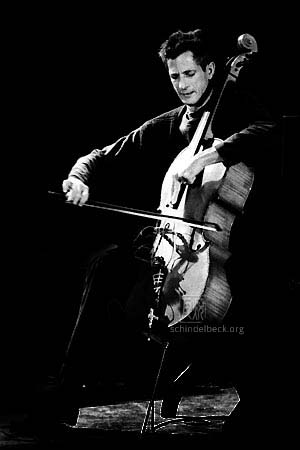
Tom Cora (Photo: Schindelbeck)

Tom Cora (* 14. September 1953 in Yancey Mills, Virginia als Thomas Henry Corra; † 9. April 1998 in Draguignan, Frankreich) war ein amerikanischer Cellist, der vor allem im Bereich frei improvisierter Musik, Artrock und Avantgarde-Jazz aktiv war.

## Leben und Wirken
Cora begann als Schlagzeuger in lokalen Folkbands, spielte Mitte der 1970er Jahre Gitarre in der Hausband eines Jazzclubs in Washington, D.C., um erst dann auf dem Cello zu beginnen. Er nahm Unterricht bei einem Schüler von Pau Casals und anschließend bei Karl Berger. Mit dessen Woodstock Workshop Orchestra war er mit Don Cherry und mit Lee Konitz auf Europatournee. Dann zog er nach New York City, wo er mit John Zorn und Eugene Chadbourne in der Gruppe Shockabilly, aber auch mit Wayne Horvitz, David Moss und Toshinori Kondō auftrat. Mit Bill Laswell und George Cartwright gründete er 1980 die Gruppe Curlew, mit Fred Frith Skeleton Crew, zunächst als Duo, dann mit dem zweiten Album 1984 um Zeena Parkins erweitert. Ab 1986 begann Cora zunehmend solistisch zu arbeiten, aber auch im Duo mit dem Gitarristen Hans Reichel. Seit 1991 spielte er dann regelmäßig mit der niederländischen Polit-Punkband The Ex. Mit Sam Bennett (Perkussion und Sampler) gründete er das Trio Third Person, zu dem als "dritte Person" für zwei Produktionen der Saxophonist Kazutoki Umezu und bei The Bends (1994) für einzelne Stücke Don Byron, Steve Lacy, Myra Melford, Marc Ribot oder Catherine Jauniaux eingeladen wurden. Mit Jauniaux, einer belgischen Vokalistin, war Cora bis zuletzt verheiratet; er starb an den Folgen eines Melanoms.